# カワシンジュガイ
カワシンジュガイ（川真珠貝、Margaritifera laevis）は、イシガイ目カワシンジュガイ科の二枚貝である。2022年（令和4年）、希少野生動植物種に指定された。

## 生態

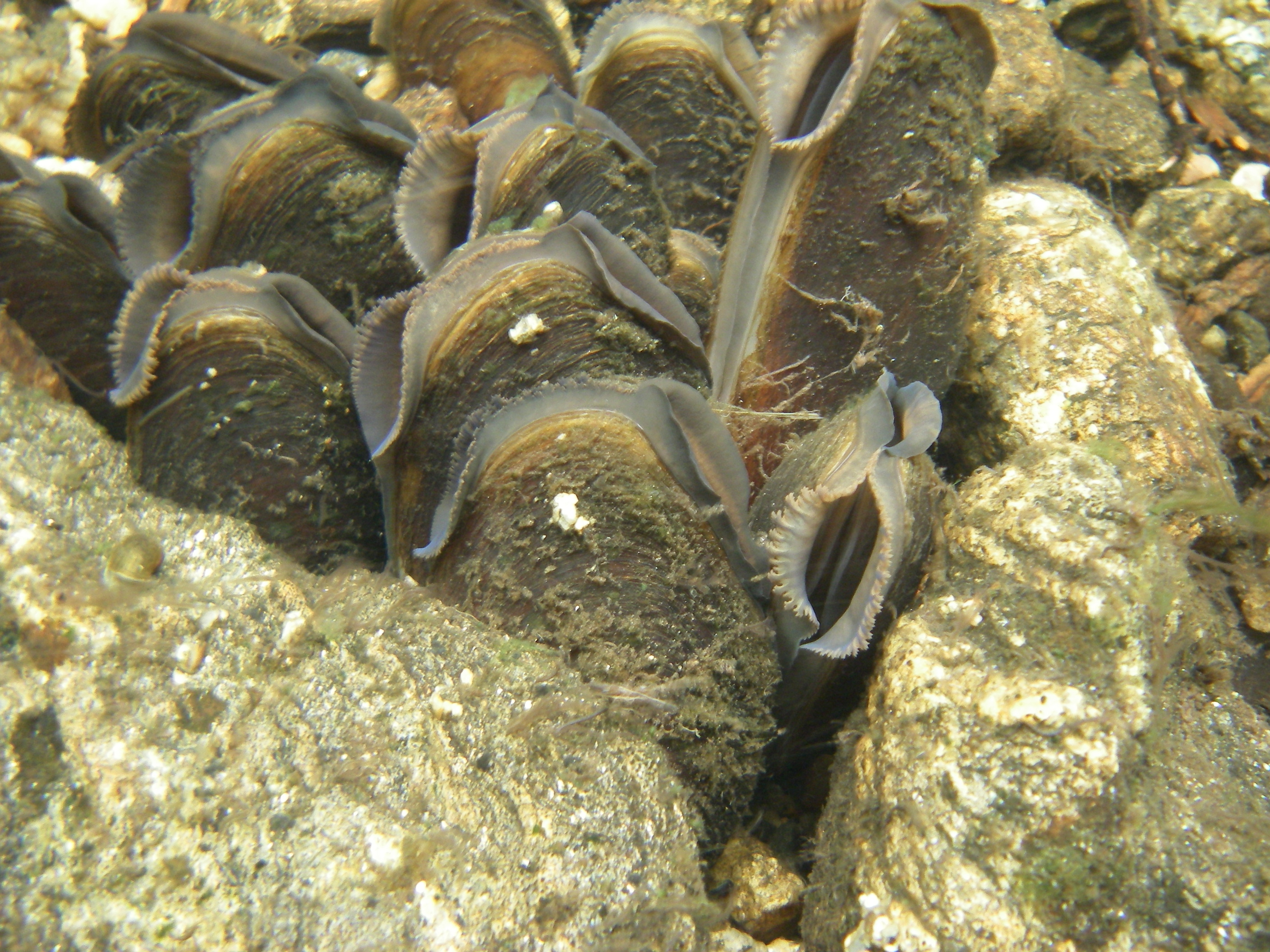
群生するホンカワシンジュガイ（スウェーデンヴェステルノールランド県）

殻長は15cm。遺伝的および形態的に、本種とコガタカワシンジュガイ（小型川真珠貝、Margaritifera togakushiensis）の2種類に分けられる。
殻の色は褐色から黒色まで変異があり、内側は真珠のような光沢がある。寿命は50年から100年と推定され、日本産個体では80年程度の寿命が予想され、Northern Bavarian では100年以上生きた個体の報告がある。更に北海道東部、厚岸町の別寒辺牛（べかんべうし）川では150年を超える個体が生存している可能性も報告されている。
殻の半分ほどが川底から出るように突き刺さり、川の地形、流速を安定させる役割を果たしている。
大きさ0.07-0.46mmのグロキディウム幼生は、アマゴ、イワナ、オショロコマ、サクラマス、サツキマス、ニジマス、ヤマメなどサケ科の魚のエラに1-2か月寄生する。コガタカワシンジュガイはアメマス、イワナを利用する。

## 分布
サハリン、千島、北海道、本州の冷水が流れる河川に生息する。
コガタカワシンジュガイとは北海道別海町・清里町・富良野市、長野県長野市で分布域が重なる。

## 利用
縄文時代から食用、紀元前から真珠、近代ではボタンなどの装飾のほか、アイヌは貝殻を石包丁のように加工し、穀物の穂首刈りの道具に用いた。
タナゴ類の繁殖にも用いられる。本種、イシガイ、オバエボシガイ、カタハガイ、ドブガイ、マツカサガイなどのうち、ミヤコタナゴはどの二枚貝を選択するかの研究では、本種を最も多く選択することが示唆されている。
反面、サケ類のエラに本種のグロキディウム幼生が大量に寄生すると窒息死するため、水産分野では寄生虫として扱われている。

## 保全状態評価
- 絶滅危惧IB類 (EN)（環境省レッドリスト）
- 特定第二種国内希少野生動植物種

本種とコガタカワシンジュガイは生息地での改修工事や水質悪化、さらにタナゴ類の繁殖目的での乱獲などの影響で絶滅の危機に瀕している。
また、たくさんいるように見えても稚貝が確認できず、将来的に消滅すると予想される個体群もある。
レッドリストでは販売目的での採取、譲渡に対して規制がないため2022年以前は大量に取引されていたが、特定第二種国内希少野生動植物種への指定により禁止された。
なお、本種が大量に取引されていたネットオークションのヤフオク!は駆け込み需要を防ぐため、希少野生動植物種への指定直前に本種とコガタカワシンジュガイの出品を禁止した。

### 天然記念物
地域レベルでは岡山県真庭市、岩手県岩泉町・滝沢市・野田村、長野県長野市、広島県庄原市などで天然記念物に指定されている。